# 12937 Premadi
12937 Premadi eller 3024 P-L är en asteroid i huvudbältet som upptäcktes den 24 september 1960 av den nederländsk-amerikanske astronomen Tom Gehrels och det nederländska astronomparet Ingrid van Houten-Groeneveld och Cornelis Johannes van Houten vid Palomarobservatoriet. Den är uppkallad efter astronomen Premana W. Premadi.
Asteroiden har en diameter på ungefär 11 kilometer.